# Ghatixalus variabilis
Ghatixalus variabilis là một loài ếch trong họ Rhacophoridae. Chúng là loài đặc hữu của Ấn Độ.
Các môi trường sống tự nhiên của chúng là các khu rừng vùng núi ẩm nhiệt đới hoặc cận nhiệt đới và các đồn điền. Loài này đang bị đe dọa do mất môi trường sống.